# L’Étoile de mer
L’Étoile de mer (deutsch: „Der Seestern“) ist ein schwarzweißer surrealistischer Avantgardefilm des US-amerikanischen Künstlers Man Ray aus dem Jahr 1928. Der Film basiert auf einem Skript des französischen Schriftstellers Robert Desnos. Darsteller sind Alice (Kiki) Prin, André de la Rivière und Robert Desnos.
Die meisten Szenen sind durch eine gallertartige Glasscheibe verschwommen gefilmt und wirken wie in einem Traum. Im Original ist der Film stumm. Spätere Kopien unterlegte Man Ray mit Musik. Der Film wurde in Paris aufgenommen.

## Handlung
Der Film beginnt mit einem im Gegenlicht rotierenden Seestern. Ein handgeschriebener Zwischentitel erklärt, dass der Film auf einem Gedicht von Robert Desnos basiert, „gesehen von Man Ray“. Es folgt eine Szene, in der sich ein Paar in einem Park, durch einen Filter verschwommen gefilmt, auf die Kamera zubewegt. Die Kamera verfolgt die Füße des Paares. Darauf erscheint ein Zwischentitel in französischer und englischer Sprache „Les dents des femmes sont des objets si charmant“ bzw. „Women’s teeth are objects so charming …“ (deutsch: „Die Zähne der Frauen sind charmante Objekte.“).
Es folgt der Blick auf ein verschwommenes Damenbein und wieder ein Zwischentitel: „…qu’on ne devrait les voir qu’en rêve ou à l’instant de l’amour“ (deutsch: „… die man nur im Traum oder im Augenblick der Liebe sieht.“). Die nächste Szene spielt, wieder unscharf gefilmt, in einem Haus: Das Paar geht eine Treppe hinauf, begibt sich auf ein Bett, die Frau entkleidet sich und rekelt sich anschließend auf dem Bett. Es folgt ein Zwischentitel „Adieu“, und der Mann verlässt den Raum. Es folgt ein (französisches) Wortspiel als Zwischentitel: „Si belle! Cybèle?“ („So schön! Cybèle?“). Darauf folgt die Kamera dem Mann, wie er eine Treppe hinabsteigt. Wieder ein Zwischentitel: „Nous sommes à jamais perdus dans le désert de l’éternèbre.“ – „We are forever lost in the desert of eternal darkness.“ (deutsch: „Wir sind für immer verloren in der Wüste der ewigen Dunkelheit“).
Es folgt eine Straßenszene. Eine Frau schwingt Zeitungen hin und her. Zwischentitel: „Qu’elle est belle – How beautiful she is“ (deutsch: „Wie schön sie ist.“) Man sieht eine Zeitung, darüber lugt eine Frau (Alice Prin) hervor. Wieder auf der Straße trifft der Mann die Frau mit den Zeitungen. Die beiden begeben sich in ein Gebäude, wo sie ein gläsernes Gefäß auf einem Stapel Zeitungen vorfinden. In dem mit Flüssigkeit gefüllten Glas befindet sich ein Seestern. Die Kamera blendet mit einer Trickblende aus.
In der nächsten Einstellung betrachtet ein Mann den Seestern im Glas. Es folgt eine Großaufnahme des lebenden, sich bewegenden Meerestieres im Glas. Es folgen Zeitungsblätter, die vom Wind über den Strand geweht werden und ein Mann, der sie einzusammeln versucht. Dann die Großaufnahme auf einen Zeitungsartikel mit drei Asterisken. Verschwommen wird eine Person gestreichelt. Es folgt eine Bahnfahrt. Schließlich ein Schwenk auf einen Hafen. Dann eine neue Einstellung mit einer Hyanzinthe und dem Zwischentitel: „Si les fleurs étaient en verre – if the flowers were in glass“ (deutsch: „Wenn die Blumen aus Glas wären.“).
Es folgt eine Filmmontage mehrerer Szenen, die unter anderem den sich im Glas befindlichen Seestern rotierend zeigen. Wieder ist eine Hyanzinthe im Bild. Verschwommen ist eine liegende Frau zu erkennen. Die Kamera blendet aus. Es folgt das gefilmte Stillleben einer Flasche Wein, sowie eines gefüllten Weinglases, eines Seesterns und Bananen auf einer Zeitung. Zunächst verschwommen, dann deutlich sieht man ein Frauenbein auf einem Buch stehen, daneben liegt ein Seestern. Wieder verschwommen nähert sich eine Frauengestalt in einem Park der Kamera. Ein Zwischentitel: „belle, belle comme une fleur de verre – beautiful, beautiful like a flower of glass“ (deutsch: „Schön, schön wie eine Blume aus Glas“). Dann ein Seestern in Großaufnahme. Verschwommen erkennt man wieder das Paar – sie maskiert. Es folgt ein Blick durch die Maske und der Zwischentitel: „belle comme une fleur de chair“ (deutsch: „schön wie eine Blume aus Fleisch“).
Anschließend sieht man erneut den Mann mit dem Seesternglas, wie er seine Hände betrachtet. Auf seine Handflächen sind Linien gemalt. Zwischentitel: „Il faut battre les morts quand ils sont froids. – One must beat the dead while they are cold“ (deutsch: „Man muss die Toten schlagen wenn sie kalt sind“). Erneut ein Treppenhaus, ein Mann steigt empor. Verschwommen erkennt man eine Frauengestalt mit einem Messer. Ein Seestern liegt auf einer Treppe. Zwischentitel: „Les murs de la Santé – The walls of the Sante“ (deutsch: Die Mauern der Gesundheit). Es folgt ein Schwenk über eine Straße, eine Mauer hinauf in den Himmel. Zwischentitel: „Et si tu trouves sur cette terre une femme à l’amour sincère… – And if you find on this earth a woman of sincere love …“ (deutsch: „Und wenn du auf dieser Erde eine Frau mit wahrer Liebe findest…“). Es folgt der Blick auf einen Fluss. Verschwommen sieht man die Frau über einem Feuer. Zwischentitel: „belle comme une fleur de feu – beautiful like a flower of fire“ (deutsch: „Schön wie eine Blume aus Feuer“). Die nächste Szene zeigt eine Person angetan mit Toga und Speer, dann wieder eine Straße. Zwischentitel: „Le soleil, un pied à l’étrier, niche un rossignol dans un voile de crêpe. – The sun, one foot in the stirrup, nestles a nigtingale in a veil of crepe.“ (deutsch: „Die Sonne, ein Fuß im Steigbügel, es nistet eine Nachtigall in einem Schleier aus Krepp.“). In Großaufnahme ist nun eine schlafende Frau zu sehen. Zwischentitel: „Vous ne rêvez pas – You are not dreaming“ (deutsch: „Sie träumen nicht“).
Ein drittes Mal nähert sich, verschwommen gefilmt, die Frau in einem Park der Kamera und begegnet dem männlichen Darsteller. Eine dritte Person kommt schließlich hinzu, nimmt die Frau in den Arm, die beiden entschwinden aus dem Bild, der Mann bleibt zurück. Verschwommen zeigt eine Großaufnahme das Gesicht des Verlassenen. Zwischentitel: „quelle était belle – how beautiful she was“ (deutsch: „Wie schön sie war“). Kurz sieht man den Mann verschwommen vor dem Glas sitzen. Zwischentitel: „quelle est belle“. Es folgt der Seestern in Großaufnahme. Dann eine Aufnahme der Frau mit dem Titel „belle“ wobei eine Glasscheibe, auf die der Titel gemalt wurde, schließlich splittert. Eine Tür geht zu. Ausblende.

## Rezeption
In Man Ray – Sein Gesamtwerk bemerkte die Fotohistorikerin Sandra S. Phillips: „In L’Etoile de mer wird das ‚Junge trifft Mädchen-Motiv‘ ununterbrochen von erratischen Einfügungen demoralisiert – sinnliche Momente, die neben Bildern einer verlassenen Straße oder umherfliegender Zeitungen stehen.“
In einem Interview mit Pierre Bourgeade im Jahr 1972 resümierte Man Ray: „In meinem Film L’Étoile de mer gibt es keine Türen. Alle Türen sind verschwunden. Die Menschen verschwinden, ohne durch Türen zu gehen, weil es keine gibt.“ Allerdings gibt es zwei Szenen, in denen deutlich eine Tür gezeigt wird.